# Acutotyphlops banaorum
Espèce
Statut de conservation UICN

 DD  : Données insuffisantes
Acutotyphlops banaorum est une espèce de serpents de la famille des Typhlopidae. 

## Répartition
Cette espèce est endémique de la province de Kalinga sur l'île de Luçon aux Philippines.

## Description
Le paratype de Acutotyphlops banaorum, un mâle adulte, mesure 333 mm dont 13,3 mm pour la queue. Cette espèce présente une tête noire, un dos brun orangé brillant avec des taches noires irrégulières, et une face ventrale brun orangé.

## Étymologie
Son nom d'espèce lui a été donné en l'honneur des tribus Banao originaires de la cordillère Centrale.

## Publication originale
- Wallach, Brown, Diesmos & Gee, 2007 : An Enigmatic New Species of Blind Snake from Luzon Island, Northern Philippines, with A Synopsis of The Genus Acutotyphlops (Serpentes: Typhlopidae). Journal of Herpetology, vol. 41, no 4, p. 690-702 (texte intégral).